# Henri de Saint-Simon

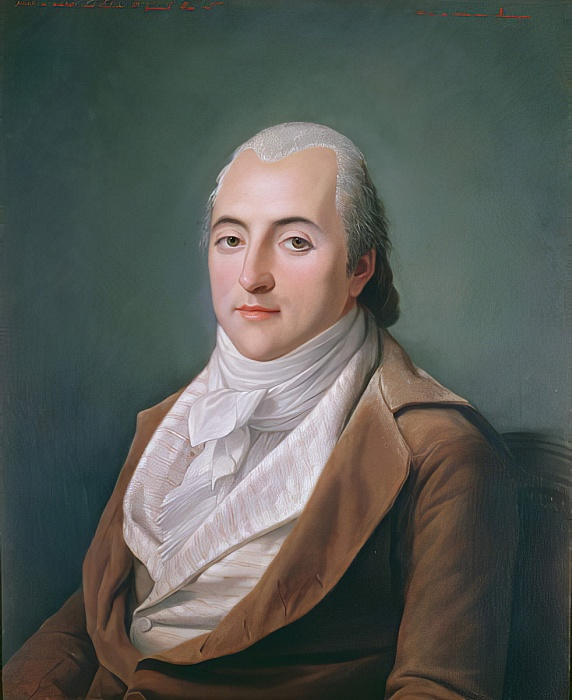
Henri de Saint-Simon (Adélaïde Labille-Guiard, 1795/96).

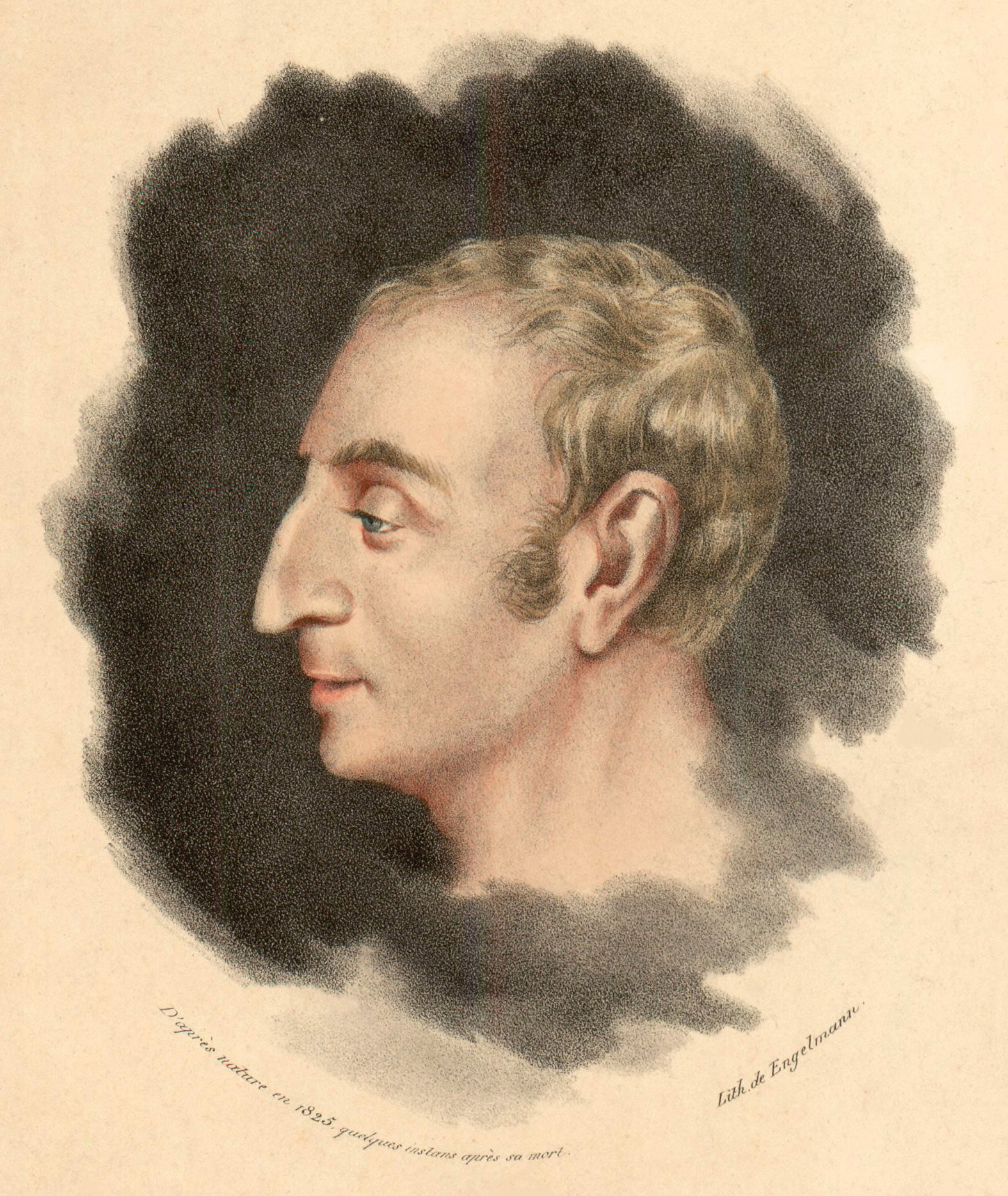
Henri de Saint-Simon.

Henri de Saint-Simon (eigentlich Claude-Henri de Rouvroy, Comte de Saint-Simon; * 17. Oktober 1760 in Paris; † 19. Mai 1825 ebenda) war ein bedeutender französischer soziologischer und philosophischer Autor zur Zeit der Restauration.
Auf ihn berief sich der frühsozialistische Saint-Simonismus.

## Leben und Wirken
Saint-Simon stammte aus hochadeliger Familie und war ein entfernter jüngerer Verwandter des bekannten Memoirenautors Louis de Rouvroy, Duc de Saint-Simon. Mit 17 schloss er sich der Freiwilligentruppe an, mit der der Marquis de Lafayette nach Amerika ging, um im Unabhängigkeitskrieg gegen England auf Seiten der Aufständischen zu kämpfen, die auch materiell heimlich von Frankreich unterstützt wurden.
1789 sympathisierte er, wie viele liberale Adelige, zunächst mit der Revolution und legte sich den bürgerlichen Namen Claude Bonhomme zu. 1794 aber, während der Terrorherrschaft, entkam er nur knapp der Guillotine. Da er durch die Enteignung seiner Güter verarmt war, verlegte er sich nach der Machtergreifung des gemäßigten Direktoriums (1795) auf geschäftliche Aktivitäten und gelangte rasch wieder zu Wohlstand. Um diesen zu dokumentieren und in der Hoffnung, sie werde ihm einen geistig und gesellschaftlich maßgeblichen Salon führen, heiratete er 1801 Sophie de Grandchamp. Die Ehe ging jedoch rasch in die Brüche und mit ihr der Wohlstand.
Danach lebte er als ungebundener Intellektueller von den Resten seines Vermögens sowie von Zuwendungen eines reich gewordenen ehemaligen Dieners. Er bewegte sich im Umkreis der Denkschule der sogenannten Ideologen um Destutt de Tracy, trieb naturwissenschaftliche und philosophische Studien und begann, gesellschafts- und staatstheoretische Schriften zu verfassen, die zunächst meist ungedruckt blieben. Hierzu zählen z. B. die Lettres d’un habitant de Genève à ses contemporains (1803, deutsch: „Briefe eines Einwohners von Genf an seine Zeitgenossen“), worin die moderne Wissenschaft zu einer Art Religion stilisiert wird; oder der Essai sur l’organisation sociale (1804, deutsch: „Essay über die Organisation der Gesellschaft“), die Introduction aux travaux scientifiques du XIXe siècle (1807, deutsch: „Einführung in die wissenschaftlichen Arbeiten des 19. Jahrhunderts“), die Histoire de l’homme (1810, deutsch: „Geschichte des Menschen“), das Mémoire sur la science de l’homme (1814, deutsch: „Denkschrift über die Wissenschaft vom Menschen“). Saint-Simon sah seine Aufgabe nicht in der Erforschung von Einzelfragen, er versuchte vielmehr, die Forschungsergebnisse seiner Zeit zu vereinen und mit diesen Elementen eine neue Sozialwissenschaft und eine neue Sozialordnung zu bestimmen.

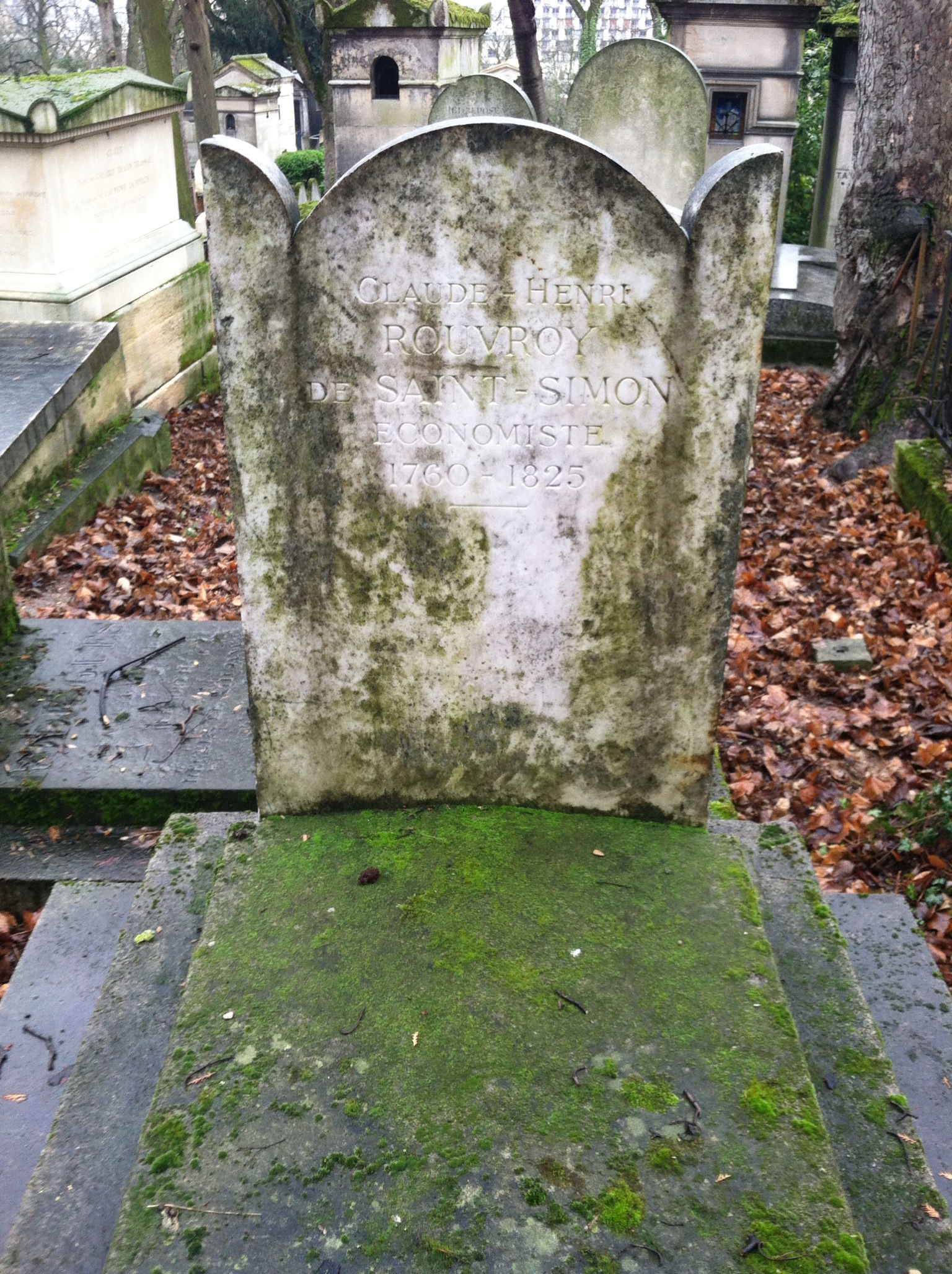
Saint-Simons Grab auf dem Friedhof Père-Lachaise

Zur Zeit der Restauration nach Napoleons Sturz 1815 wurde Saint-Simon allmählich bekannt, und zwar zunächst als Publizist mit zahlreichen Artikeln, aber auch kurzlebigen Zeitschriften, z. B. L’Industrie (1816–1818), die er in Zusammenarbeit mit seinem Sekretär Augustin Thierry, dem späteren bekannten Historiker, verfasste bzw. herausgab. Zum Quasi-Propheten wurde er schließlich durch die Bücher Du système industriel (1820–1822, deutsch: „Vom industriellen System“), Catéchisme des industriels (1823/24, deutsch: „Katechismus der Industriellen“) und De l’organisation sociale (1824, deutsch: „Von der Gesellschaftsorganisation“), an deren Ausarbeitung sein neuer Sekretär Auguste Comte beteiligt war, der spätere Begründer der Denkschule des Positivismus und der Soziologie. 
Saint-Simon hat die Potentiale der Industriegesellschaft für das utopische Denken erschlossen. Durch die Zunahme des gesellschaftlichen Reichtums erwartete er, dass die Interessengegensätze zwischen den Besitzern und Nichtbesitzern der Produktionsmittel bedeutungslos werden. In seinen Schriften vertrat Saint-Simon die revolutionäre Ansicht, dass nur die „Industriellen“ (industriels), d. h. die durch „Arbeit“ (das Wort bedeutete damals auch „Erfindertum/Arbeitsfleiß“) Dienstleistungen und vor allem Güter produzierenden Individuen, nützliche Mitglieder der Gesellschaft seien, und dass der Anteil des Einzelnen am gemeinsam erwirtschafteten Wohlstand nach seiner eingebrachten Leistung zu bemessen sei – womit parasitäre Klassen wie der Adel, die Rentiers, aber auch Zwischenhändler aller Art leer ausgingen, während sowohl die Unternehmer als auch die Arbeiter jeweils ihre angemessene Entlohnung erhielten.
In seinem postum gedruckten Buch Le Nouveau Christianisme (1825, deutsch: „Das neue Christentum“) erklärte Saint-Simon es speziell auch zur Aufgabe des Christen, die unteren Bevölkerungsschichten bei der Verteilung des Sozialprodukts gerecht zu berücksichtigen.

## Bedeutung
Saint-Simon begründete nicht nur die wirtschafts- und sozialwissenschaftliche Denkschule der Saint-Simoniens, die in den 1830er und 1840er Jahren sehr bedeutsam wurde, sondern er wirkte auch stark auf die sozialpolitischen Vorstellungen vieler Autoren der Romantik und vor allem vieler politischer Akteure der Zeit.
Er zählte zu den Vertretern jenes Frühsozialismus, der den Widerspruch von Karl Marx erregte und insofern dessen Denken beeinflusste. Mit Le nouveau christianisme wurde er einer der Väter der katholischen Soziallehre, die um und nach 1900 florierte und sich als christliche Alternative zum atheistischen Sozialismus à la Marx verstand.
Sein Glaube an die Wissenschaft und an die Erkennbarkeit der Regeln des menschlichen Zusammenlebens prägte seinen Schüler Auguste Comte und dessen einflussreiche Philosophie des Positivismus.
Saint-Simon gilt heute als ein Vorvater der wissenschaftlichen Soziologie und zugleich des utopischen Sozialismus.

## Werke
- Lettres d’un habitant de Genève (1802)
- Réorganisation de la société européenne (1814)
- L’Organisateur (1820)
- Le Système industriel (1821)
- Le Catéchisme des industriels (1824)
- Le Nouveau Christianisme (1825)

Übersetzungen
- Ausgewählte Schriften. Hrsg. Lola Zahn, Übers. Lola Zahn. Berlin 1977 (Ökonomische Studientexte, Bd. 6 Inhaltsverzeichnis)
- Neues Christentum. Aus dem Französischen übersetzt und mit einer einleitenden Abhandlung "Die Ursprünge der christlich-sozialen Ideen" versehen von Friedrich Muckle. Hauptwerke des Sozialismus und der Sozialpolitik, Neue Folge, 1. Heft (Der gesamten Reihe XI. Heft). Leipzig, Hirschfeld, 1911